# Lore Krainer
Lore Krainer (Graz, Estiria, 4 de noviembre de 1930-Oberwaltersdorf, 3 de julio de 2020) fue una artista de cabaré, cantante, compositora y autora austriaca. Creadora de más de 3000 canciones.

## Biografía
Estudió piano en el Conservatorio de su ciudad natal. Por algunos años trabajó en una escuela de piano. Dirigió inicialmente el restaurante Girardi-Keller  en Leonhardstraße 28, Graz, en la que actuó con sus propias letras y canciones. En 1972 fue contratada por Gerhard Bronner en su Cabaré Fledermaus.
Junto con Gerhard Bronner y Peter Wehle, fue miembro fundador del programa de radio cabaret Der Guglhupf de Österreich 1, en él fue trasmitido del 30 de octubre de 1978 al 28 de junio de 2009 todos los domingos por la mañana. Este fue trasmitido por última vez el 28 de junio de 2009. Krainer participó en ocho series y películas de televisión en la que destaca el programa de televisión de la ORF Seniorenclub, además de componer la banda sonora de la serie de televisión Dalli Dalli. En 1984 fue la primera galardonada con el Anillo Johann-Nestroy que no era de Viena.
En su tiempo libre le gustaba jugar al tarot, específicamente la variante de los Königrufen, y también era conocida como «la decana del tarot austríaco». Ella obtuvo algunas victorias en torneos en este juego.

## Galardones
- 1984: Anillo Nestroy de la Ciudad de Viena[10]
- 1985: Medalla de Honor de Oro de la Provincia de Estiria[10]
- 2003: Medalla de oro por los servicios al Estado de Baja Austria[10]
- 2005: Premiada como catedrática universitaria[11][10]
- 2011: Medalla de Oro de Honor por los Servicios al Estado de Viena[10]

## Discografía
- "Lore Krainer singt Anti-Schlager", Ariola 63 413